# Tipula (Pterelachisus) cruciata
Tipula (Pterelachisus) cruciata is een tweevleugelige uit de familie langpootmuggen (Tipulidae). De soort komt voor in het Palearctisch en Oriëntaals gebied.